# زاين ميتشيل
زاين ميتشيل (بالإنجليزية: Syne Mitchell)‏‏ (1970 في جاكسون، مسيسيبي - )؛ روائية، وكاتبة خيال علمي من الولايات المتحدة.